# Tariq Niazi
Tariq Niazi (ur. 15 marca 1940 w Mianwali, zm. 20 kwietnia 2008 w Rawalpindi) – pakistański hokeista na trawie. Dwukrotny medalista olimpijski.
Brał udział w dwóch igrzyskach (IO 64, IO 68), na obu zdobywając medale: srebro w 1964 oraz złoto w 1968. W reprezentacji Pakistanu grał w latach 1961–1969.